# Lipoleucopis praecox
Lipoleucopis praecox is een vliegensoort uit de familie van de Chamaemyiidae. De wetenschappelijke naam van de soort is voor het eerst geldig gepubliceerd in 1928 door Meijere.